# Властела у средњовековној Србији
Властела је представљала повлашћен сталеж у средњовековној Србији. Њени припадници су били разноврсног етничког порекла. Поред Срба, често су то били Немци, Грци и други. Поред властеле, повлашћен сталеж је чинило и свештенство док је било више категорија неповлашћеног становништва.

## Порекло назива
Реч властела је српскословенског порекла. Према мишљењу већине истраживача средњовековног српског права, изведена је из речи власт. Израз се по први пут помиње у Законоправилу Светога Саве из 1219. године где се грчка реч архонт (грч. ἄρχων) преводи српским речима властел, кнез и бољар. У Жичкој повељи из 1220. године се први пут помиње сталешка сегрегација, а припадници повлашћеног сталежа се називају властелом. Израз наставља да се примењује и у осталим документима тог периода и до краја тринаестог века он постаје општеприхваћен. У неким српским правним споменицима за властелу се употребљава и назив бољар који је у Србију стигао из Бугарске, а који је у Бугарској и Русији представљао виши, привилеговани статус. Он се може наћи у уговору краља Радослава са Дубровником 1234. године, повељи краља Душана манастиру Хиландару из 1340. године и попису добара манастира Свете Богородице у Тетову 1346. године. Ипак, реч бољар се није усталила и изостављена је у Душановом законику где се у повлашћене слојеве становништва убрајају велика властела, мала (обична) властела и властеличићи.
За разлику од српских извора, византијски историчари у својим списима набрајају низ различитих израза за означавање српске властеле: моћни (грч. δυνατοί), великоплеменити (грч. μεγαλώνυμοι), великославни и благородни.

## Настанак властеле
Постоје различите теорије о пореклу и настанку српске властеле. Према мишљењу руског правника и историчара Теодора Тарановског, ова групација је изникла пре свега из владареве дружине ратника, која је чинила његову најближу околину и била темељ за административну и војну кристализацију државе. Првобитно су њени чланови живели на двору владара, да би се затим настањивали на имањима која су добијали од њега или окупирали као празна. Убрзо је наступила комбинација војне службе са земљишним велепоседом и тако се оформила властела. Константин Јиречек, чешки историчар, пише да је властела у средњовековној Србији створена на исти начин као и у другим европским државама; тако што су се потомци старих владалачких и жупанских лоза, споредне гране владалачке куће и највиши земаљски чиновници разноликог порекла, повезани женидбама са краљевима и царевима организовали као виши сталеж.
Конституисање властеоског слоја у српским земљама одвијало се постепено, током неколико векова. Моћне државе у окружењу су допринеле да процес буде доста спорији него на другим подручјима. Развитак војне службе је дефинитивно био пресудан за његово формирање. Попут витезова у Западној Европи, српски властелини су се такође борили као коњаници. Уједно се све више етаблирао и слој зависних сељака који је, радом за властелина, требало да му омогући да се посвети ратовању у корист владара.

## Обавезе и привилегије
Лична и трајна војна служба владару, представљала је главну обавезу сваког властелина због којег је уживао велике привилегије у средњовековном друштву. Такође, у обавезе властеле су спадале и организација превоза за владара који иде на пут, као и надгледање зидања.
Они су од владара добијали земљопоседе на којима су радили припадници неповлашћеног сталежа. Властелини су на тим поседима уживали економски, административни и судски имунитет. Економски имунитет је подразумевао да су ти поседи били ослобођени обавеза према владару и држави. Административни имунитет се састојао у томе што је послове за које је задужена државна управа обављао господар властелинства, при томе искључујући владареве управне органе. Судски имунитет је значио да властелин има право да суди свим насељеницима свог властелинства, али су из његовог судства били изостављени најтежи случајеви резервисани за владара и његов суд.
Привилегије, висок положај властеле и разлике које су постојале у сталешком друштву средњовековне Србије, видљиве су и у грани кривичног права. Повеље из XIII и XIV века као и Душанов законик, пружају прегршт података о различитим казнама за исто кривично дело, зависно од тога ком сталежу припада учинилац кривичног дела. Строжа казна је погађала себра као учиниоца кривичног дела над властелином него што би то био случај истог дела од стране властелина над себром. У Душановом законику, за увреду начињену себру властелин је плаћао сто перпера, док је у обрнутом случају поред сто перпера, себар био кажњаван паљењем косе и браде.

## Подела
Властела се делила на: 
- велику властелу
- малу властелу и
- властеличиће

Подела на велику и малу властелу је по први пут наведена у повељи краља Уроша издатој манастиру Светог Петра и Павла на реци Лиму (између 1254-1264), а бележи је и Душанов законик.

### Велика властела
Велика властела је била малобројна, сачињавали су је највећи земљопоседници и највиши државни достојанственици који су се издвајали по својој економској снази, социјалном угледу и политичком утицају. Називани су и велможе и великоименити. Душанов законик даје само једну правну повластицу великом властелину која се односила на позивање на суд. Наиме, велики властелин је добијао образложени позив у писаној форми, док су сви остали позивани судским печатом тако што је позивач доносио и показивао позиваном као доказ да је дошао званично по судском налогу, а позив је вршио усмено. У погледу судства, Душанов законик такође издваја велику властелу, обзиром на средњовековно начело да раван равноме суди. Тако су поротници великој властели били велика властела, средњим људима њихова дружина, а и себрима њихова дружина.

### Мала властела
Мала властела је чинила већину повлашћеног сталежа. Осим горенаведене повластице, извори нису правили разлику у правном положају између велике и мале властеле.

### Властеличићи
Властеличићи су припадали слоју нижег племства, који су се на друштвеној лествици налазили испод велике и мале властеле. Израз властеличић је први пут употребљен у уговору Стефана Првовенчаног са Дубровником, али се он тада односио на дубровачке трговце, а не на српско ситно племство. У Душановом законику се израз уводи у званични правни речник. Они су водили порекло из друштвеног слоја војника и из нижег племства у крајевима који су били освојени. У Законику се властеличићи набрајају заједно са осталом властелом, што је неспорно значило да спадају у исти, повлашћени сталеж. Иако имају једнаку одговорност за поједина кривична дела и уживају једнаку заштиту у случају ако себри опљачкају њихова имања, у члану 50 Законика се може видети и разлика у њиховом положају. Наиме, властелин који би увредио властеличића био би кажњаван новчаном казном од 100 перпера, док би властеличић због увреде властелина поред 100 перпера био кажњаван и батинама.
Властела се може поделити и према садржини права својине на земљи на:
- властелу баштинике и
- властелу пронијаре[4]

### Властела баштиници
Они су имали неограничено и пуно право својине на свом властелинству- баштини. Баштина је означавала очевину, односно имовину која се наслеђивала. Право наслеђивања су, начелно, имали сродници до осмог степена сродства, и ако је властелин могао да је остави било коме. Могао је да слободно располаже својом баштином у сваком смислу - да је прода, поклони или отуђи. Она је била заштићена и од самовоље владара, који је није могао заменити или купити без сагласности баштиника. Једино се могла одузети у случају издаје владара.

### Властела пронијари
Установа проније је настала у Византији, а у Србији се појавила за време краља Милутина. Пронија је представљала војничко добро које је владар додељивао властелину уз обавезу вршења војне службе. Пронијар није имао пуно и неограничено право својине на земљи, већ само право коришћења и плодоуживања, без права наслеђивања и слободног располагања. Наслеђивање проније је било могуће само ако пронијаров наследник прихвати обавезу војне службе. Врховно право својине над пронијом припадало је владару и он ју је у свако доба могао одузети пронијару.

## Листа племства
Рано племство
| Носилац титуле           | Титула                                        | Период                 |
| ------------------------ | --------------------------------------------- | ---------------------- |
| Белоје, господар Требиња | жупан Травуније                               | пре 847. године        |
| Крајина Белојевић        | војвода од Травуније                          | након 847. године      |
| Хвалимир Белојевић       | војвода/жупан од Травуније                    | крај 9. века           |
| Чучимир Белојевић        | војвода/жупан од Травуније                    | прва половина 10. века |
| Драшко                   | војвода од Неретљана                          | 836 - 839. година      |
| Људислав                 | војвода од Неретљана                          | око 840. године        |
| Унеслаф и Диодур         | војвода од Неретљана                          | после 840. године      |
| Петар                    | архонт из Дукље                               | 10. и 11. век          |
| Јован                    | прототопари и катепанат из Раса               | 971 - 976. године      |
| Љутовид                  | прототопари, Кипар, стратег и војни командант | 1039 - 1042. године    |
| Доманек                  | Војвода од Травуније                          | 1054 - 1055. године    |
| Петрило                  | Српски војвода                                | /                      |
| Стефан                   | босански војвода                              | 1081 - 1101. године    |

Велика кнежевина Србија (1100–1217)
| Носилац титуле | Титула                          | Период              |
| -------------- | ------------------------------- | ------------------- |
| Грдеша         | жупан Требиња                   | 1100 - 1217године   |
| Вучина         | исто                            | 1154 - 1156. године |
| Радомир        | исто                            | 1170. године        |
| Славогаст      | жупан Крбаве, бан Хума          | 1154 - 1156. године |
| Храмко         | господар провинција у Хуму      | 1177 - 1200. године |
| Свергиус       | жупан                           | /                   |
| Ђура           | делегат Стефана Немање у Котору | 1186. године        |

Српско краљевство (1217–1345)
| Властела |
| --- |
| Обрад, велики тепчија, служио је Стефана Владислава (1230. године) |
| Манојло, војвода, служио је Владислава, помиње се у краљевској повељи o сплитским племићима (1237. године) |
| Прибилша, син Грдеше, жупан, умро је у време Стефана Владислава |
| Богдан Радојевић, казнац,(1278. године) |
| Неколико малих племића из повеље кнеза Андрије од Хума (1240. године)- Хрелко Растомирић, Добровит Радовчић, Хреља Степковић, Одумисл и Стрезимир Адамовић, Чепрен Осилић, Хранислав Првославић, Бигрен Мрђић,Добромисл Побратовић, Десин Беривојевић, Радован Прибидружич, Хреља Десавчић, Прибин Злошевић, Тома Чупетић, Галић Вуксановић, Хреља Хранидружић, Предислав Вукмирић, Војмир Властинић, Богдан Добромирић, Хрватин Турбић, Првослав Проданчић, Братослав Вуковић, Берко Радованчић |
| Владо, казнац, служио је између (1274. и 1279. године) |
| Првослав Радојевић, казнац, служио је Јелену Анђело (1280. године) |
| Мрњава, казнац, служио Јелену Анђело на двору у Требињу (1288. године) |
| Мирослав, казнац, служио је Стефана Милутина |
| Кузма, тепчија, служио је Стефана Милутина (1306. године) |
| Бранко, челник, служио је Стефана Милутина |
| Владислав Јонима (Гонома), жупан Стефана Милутина у северној Албанији (1306. године) |
| Градислав Војшић, челник краља Стефана Милутина |
| Дражен Богопенец, жупан, служио је Стефана Милутина у источном Хуму (1306—1307) |
| Хордомил, тепчија, служио је краља Стефана Милутина (1306—1321) |
| Новак Гребострек, велики војвода, борио се на Галипољу (1312. године) |
| Јован Драгослав, казнац (1300. године), велики казнац (1315. године), служио је Стефана Милутина, оснивач је цркве Девице Ходегетрије |
| Брајко/Брадко (1319. године) |
| Мишљен, велики тепчија, служио Стефана Дечанског |
| Радосав, тепчија, служио Стефана Дечанског |
| Илија, кефалија (пре 1326. године) |
| Вукдраг (1327. година), челник, преузео монашке завете као Никола |
| Балдовин, кнез, Управљао Врањем за време Стефана Дечанског, из племићке породица Багаш |
| Младен (1323–1326. године), војвода, предак породице Бранковић |
| Ружир (1336), војвода |
| Никола (1321—1329), жупан, владао је северном Албанијом,(млађи брат Младена) |
| Петар Брајан, (1340–1342), жупан |
| Ђураш Вранчић, био је ставилац, дворски службеник у време српског краља Стефана Уроша II Милутина |
| Милош Војиновић (1333. године), ставилац, син српског војводе Војина |
| Хреља, војвода, управљао je Рилом (1320—1342) |
| Дмитар (казнац), ‎(ум. 1321.) |
| Војин, војвода, управљао je Гацком (1322—1347) |
| Владоје (1326), тепчија |
| Мрњава, господар провинције (1329) |
| Богоје, господар провинције у Зети (1340) |
| Иван Драгушин (1325–1340), Душанов рођак са мајчине стране |
| Јован и Радослав, синови војвода Дејана и Владислава |
| Милтен Драживојевић (1332–1343), жупан, служио Стефана Душана |
| Вратко Чихорић (1335), жупан |

Српско царство (1345–1371)
| Властела |
| --- |
| Јован Оливер (1331–1356), велики војвода, севастократор и деспот, управљао је Штипом и Струмицом                             |
| Дејан (1346–1366), војвода, севастократор и деспот, управљао је провинцијом између Куманова и Велбужда                       |
| Бранко Младеновић, севастократор, управљао је Охридом, Младенов син                                                          |
| Вукашин (1371. године), војвода, деспот, краљ,управљао је Прилепом, син Мрњаве                                               |
| Прељуб (1356. године), војвода, цезар, управљао је Тесалијом (1348–1356)                                                     |
| Симеон Урош (1370. године), деспот, управљао је Епиром (1359–1366), као и Тесалијом (1359–1370), припадник династије Немањић |
| Иваниш (1348. године), деспот, владао је регионом у Топлици                                                                  |
| Воихна (1360. године), војвода, цезар, управљао је Драмом                                                                    |
| Гргур (1361. године), војвода, цезар, управљао је Пологом                                                                    |
| Бранко Растислалић (1352. године), војвода, доместикос, управљао је Подунављем                                               |
| Никола Радоња (1399. године), цезар, имање у Серу, син Бранка Младеновића                                                    |
| Вратко (1331–1347), војвода, управљао је Прокупљем,припадник династије Немањић                                               |
| Радослав Хлапен, војвода, управљао је градом Верије, области Воден и градом Касторија (Костур)                               |
| Ђураш Илијић (1356. године), челник, управљао је Горњом Зетом, Илијин син                                                    |
| Влатко Паскачић (1365. године), севастократор, управљао је Славиштем (Крива Паланка), Паскачев син                           |
| Палман, витез, телохранитељ и плаћенички командант                                                                           |
| Војин (1322—1347), војвода, управљао је Гацком                                                                               |
| Богут (1331. године), војвода, управљао је Угљевиком                                                                         |
| Вук Косача (1359. године), војвода, управљао је Рогатицом                                                                    |
| Никола Багаш (1354–85.), господар, управљао је Едесом и градом Трикала                                                       |
| Лазар Хребељановић (умро 1389. године), ставилац, Син Прибаца                                                                |
| Прибац (1346. године), логотет па пехарник на двору цара Душана, велики слуга                                                |
| Богдан (1363), казнац у служби цара Уроша V                                                                                  |
| Томас (Тома) Прељубовић, деспот, управљао је Јањином (град у северозападној Грчкој), син Прељуба                             |
| Алтоман (1335–1359), велики жупан, син Војина                                                                                |
| Маљушат, жупан,управљао је Врањем, Балдовинов син                                                                            |
| Никола Алтомановић (1348 - после 1376), велики жупан (1366—1373)                                                             |
| Обрад Зорка, великаш Николе Алтомановића                                                                                     |
| Прибил (1370. године), жупан                                                                                                 |
| Новак (1369), кесар, управљао је језером Преспа                                                                              |
| Прибил Обуганић |
| Младен Владојевић (1348. године)                                                                                             |
| Толислав, казнац |
| Дабижив Чихорић (1334–1362), слуга (1343–1362), управљао је Требињем и Конавлима (1330–1346)                                 |
| Степко Чихорић (1334–1369), тепчија                                                                                          |
| Ненац Чихорић (1336–75.), жупан                                                                                              |
| Ђурађ Балшић (1378. године), господар, управљао је Зетом                                                                     |
| Радич кефалија Конавла у служби Ђурђа Балшића                                                                                |
| Јован Драгаш, деспот, управљао је Кумановом (умро 1378. године), син војводе Дејана                                          |
| Јеремија Хранислав, архонт епархије стагијске (1355. године)                                                                 |
| Мајкл, архонт Просека (општини Нишка Бања) (1342. године)                                                                    |
| Ђорђе Остоуша Пеклал (умро 1377. године), монашки завет као код Јефрема. Рођак Јована Оливера                                |
| Јован Просеник (1350–1360), севаст                                                                                           |
| Муса, челник, члан породице Мусић                                                                                            |
| Чуљко, велики властодржац (1376. године), племић на двору цара Душана                                                        |
| Никола Хрсојевић |
| Новак Мрасоровић |
| Радослав Торник кефалија |
| Градислав Бориловић |

 Распад Српског царства (1371–1395)
| Властела                                                                             |
| ------------------------------------------------------------------------------------ |
| Милутин (1389. године), војвода, управљао је Рудником                                |
| Радич Црнојевић (1392–1396), господар, имање у Горњој Зети                           |
| Братослав (1370. године), логотет                                                    |
| Драгослав (1357—1360), логотет                                                       |
| Угљеша Влатковић (1427. године), кесар, управљао је Славиштем                        |
| Дабижив Спандуљ (1375–1376), кефалија, управљао је Струмицом, служио браћу Дејановић |
| Жарко Мерешић и Михајло Давидовић (1371. године)                                     |
| Стефан Мусић и Лазар Мусић, Мусини синови                                            |
| Милош Повић, челник                                                                  |

Лазар од Србије
| Властела                                                                    |
| --------------------------------------------------------------------------- |
| Цреп, (1380. године), војвода, управљао је Параћином, син жупана Вукослава  |
| Витомир (1380. године), војвода                                             |
| Грубац (1377. године), протовестијар                                        |
| Ненад(а) (1372–1387), логотет, син казнаца Богдана                          |
| Петар (1387. године), жупан                                                 |
| Михо (1387. године), челник                                                 |
| Гојислав (1387. године),кефалија, служио је Лазара, управљао је Новим Брдом |
| Људина Богосав (1381. године), гувернер Смедерева                           |
| Десивоје (1380. године)                                                     |
| Детош (пре 1389. године), управљао је облашћу (реком) Драгобиљ              |
| Драгослав Ветер (пре 1389. године), господар области (насеља) Сињи Вир      |
| Драгосав Пробишчић, војвода, непознато у историји                           |
| Влатко Влађевић, непознато у историји                                       |
| Иваниш Иванишевић, Иванишев унук                                            |
| Југда (1381. године)                                                        |
| Крајмир или Крајко (умро 1389. године), војвода, син Јована Оливера         |
| Новак (1381. године), логотет                                               |
| Обрад Драгогаљић (1387. године)                                             |
| Огњан (1381. године)                                                        |
| Петар Војиновић                                                             |
| Милман кефалија Требиња и Конавла у служби Војислава Војиновића             |
| Крајша кефалија Требиња и Конавла у служби Војислава Војиновића             |
| Угљеша Десисалић (умро 1394. године), Вук Бранковић                         |
| Бранислав, благајник                                                        |
| Тодор, син од Жегара, племић                                                |
| Тодор Хамировић, племић                                                     |
| Смил, челник                                                                |
| Обрад Драгослалић                                                           |
| Стефан, логотет                                                             |
| Драгосав, племић, браћа Мрњавчевић                                          |
| Гојко Мрњавчевић, логотет, служио је Мрњавчевиће                            |
| Дабижив, логотет, служио је Мрњавчевиће                                     |
| Косан, логотет, писар краља Вукашина, служио је Мрњавчевиће                 |
| Манко, челник, служио је Мрњавчевиће                                        |
| Ивоје, челник, служио је Мрњавчевиће                                        |
| Станислав, челник, служио је Мрњавчевиће                                    |
| Милан/Миљан, челник, служио је Мрњавчевиће                                  |
| Милош, кефалија, служио је Мрњавчевиће                                      |
| Грубадин кефалија у служби Андријаша Мрњавчевића.                           |
| Радослав Сабља                                                              |
| Орест кефалија у служби деспота Јована Угљеше                               |
| Алексије Асен                                                               |
| Алексије Раул                                                               |
| Оливер, кефалија из Битоља, служио је Мрњавчевиће                           |
| Остоја Рајаковић, око Охрида                                                |
| Георгије, кефалија, брат протостратора Станише                              |
| Георгије Исарис, грчки великаш, под влашћу Душана и Угљеше                  |
| Дука Нестонг                                                                |
| Дука Коресис                                                                |
| Димитрије Комнин                                                            |
| Никита Педијасим                                                            |
| Кардамис, велики чауш, члан вишег суда у Серезу                             |
| Гргур                                                                       |
| Андрија Гропа                                                               |
| Богдан Киризмић                                                             |
| Радоња Куделиновић, војвода Требиња                                         |

Српска деспотовина (1402–1540)
- Стефан Лазаревић
- Хребељан (1399. године), челник
- Радич Поступовић (1413–1441), челник
- Мазарек (1414–1423), војвода, Гувернер Рудника и Островице (1414–?), и Зете (1422–1423)
- Логосит (1422. године), војвода
- Богдан (протовестијар) (1408. године), служио је деспота Стефана Лазаревића, ктитор је манастира Каленић
- Петар, Богданов брат
- Михаило (1398–1413), војвода
- Никола Зојић и Новак Белоцрквић (војвода) (1398. године),завереници
- Младен Псисин (1405. године), држалац области Јабучје
- Матија Таловец
- Радослав Михаљевић, велики војвода
- Михал,племић из Паракиновог Брода
- Вукашин (1399. године), благајник
- Шаинац (1399. године), племић
- Милтош (1402. године), војвода
- Иван,благајник, из Новог Брда
- Вук, челник
- Витан, челник
- Петар (1405. године), кефалија
- Туба (1402. године), кефалија Новог Брда
- Владислав, војвода, у околини Ужица
- Новак Караљук (1404—1410),племић
- Никола Дорјеновић (1425. године), племић, оснивач манастира Никоље
- Ивчин Ходановић, изасланик у граду Дубровнику
- Ђурађ Зубровић, племић
- Влатко (1422. године), војвода, изасланик у Венецији у име деспота Стефана,
- Деспот Ђурађ Бранковић
- Паскоје Соркочевић, ризнички челник
- Дамјан Ђурђевић,из Дубровника, саветник
- Јакша Брежичић
- Аловиз Растић, из Дубровника, саветник
- Никола Архилупис, из Котора, саветник
- Никола Родоп, благајник
- Стефан и Јован Родоп (обојица 1441. године), племићи, браћа, вероватно синови Николе Родопа
- Андрија Хумој (1422. године), тврђава Балеч
- Калојан Русот, саветник, племић из Грчке
- Михаило Михаљевић,племић, брат Радослава Михаљевића
- Витомир (1435. године), војвода, преговарач са Млечанима у име деспота Ђурђа
- Никша (1435. године), отказни лист поменут у мировном уговору деспота Ђурђа са Венецијом (1435. године)
- Алтоман, војвода, ратовање у Зети
- Јеремија (1428. године), војвода, Голубачка тврђава
- Михал (1445. године), велики челник
- Тома Кантакузин
- Јања Кантакузин
- Димитрије Кантакузин
- Радич (1413–1441), велики челник
- Јакша (1453. године), војвода
- Ђурађ Големовић, племић
- Оливер (Олко) Големовић (1448. године), кефалија из Приштине
- Миљен (1405. године), челник
- Стефан (1405. године), челник
- Дивко Зауловић, племић из Дриваста
- Јунк, племић из Дечана
- Вукашин, племић, из околине Паштровића, за који се знало да је био предмет деспота након сукоба с Млечанима у Зети
- Стефан Белмужевић (1448. године), племић
- Милош Белмужевић (1453. године), војвода, бранитељ тврђаве Медун у Горњој Зети
- Новак Павловић (1417. године), изасланик Ђурђа Бранковића у Дубровнику
- Михајло Николић (1415. године), курир Ђурђа Бранковића у Дубровнику
- Радоман из Трепче, изасланик Ђурђа Бранковића у Дубровнику
- Влатко Хранотић
- Војин Југа (1423. године), војвода, присутан током мировних преговора с Млечанима у Зети
- Радоје Јездровић (1414. године), дворски чиновник деспота Ђурђа
- Богосав "Крушка" (1406. године), племић породице Бранковић,изасланик у Дубровнику
- Новак (1423. године), војвода
- Лукач (1405—1426), војвода, сведок мировног уговора између деспота Ђурђа и млетачког посланика Ф. Куирина
- Мркша (1426. године), војвода
- Андрија Ангеловић (1442. године), савезник деспота Ђурђа Бранковића током опсаде Дриваста
- Манојло Радић (1446. године), војвода, повереник Ђурђа Бранковића у својој преписци са градом Дубровником
- Воихна, логотет деспота Ђурђа
- Дмитар Радојевић (1455. године), челник, активан (учествовао) у рату против босанског краљевства
- Дмитар Крајковић (1450. године), велики челник
- Стојко Гиздавић (1444. године), војвода, преговарач деспота Ђурђа током мировних преговора са Турцима у Едирну у јуну 1444. године
- Јуније (Џоно) Градић, из Дубровника, саветник деспота Ђурђа
- Комнен, војвода, заповедник деспота Ђурђа у Зртис
- Вук Биомужевић (1450. године), војвода, заповедник деспота Ђурђа у Луштици
- Радич Богдашић (1435. године), племић,један од сведока мировног споразума са Млетачком републиком
- Радисав Занчић (1433. године), племић у Сребреници
- Бранко Занчић (1433. године), племић, Радисавов брат, службеник деспота
- Радич (1436. године), војвода Сребренице
- Вукосав Говединић (1450-1456), војвода Смедерева
- Петар Ковачевић Дињичић, војвода Сребренице, савезник деспота Ђурђа 1443. године
- Богавац Милаковић, племић, пратња Кантакузина Бранковића
- Павле Микшић, племић, пратња Кантакузин (Катарине) Бранковић кад је била удата за Улрика II из Цеља
- Безубица (1431. године), амбасадор деспота Ђурђа на Османском двору у Едирну
- Никола Витомировић, племић
- Новак Населорић (1428. године), у служби великог челника Радича
- Хреља Бујак (1439. године) властеличић, трговац у Комаранима
- Драгић Рупарић (1430. године), племић, преговарач деспота за време рата у Конавлима
- Никола Птичић (1439. године), деспотов изасланик из Новог Брда до мађарског двора
- Петар Спан (1441. године), племић у пратњи деспота за време егзила у Дубровнику 1441. године.
- Љеш (Алекса) Спан (1446. године), војвода Новог Брда, Петров син, такође у служби деспота, имао је два брата Божидара и Хрвоја
- Радич Кужевић (1446. године), војвода, члан амбасаде деспота Ђурђа како би поздравио своју будућу снају Јелену Палеолог
- Радоје Твртковић (1446. године), војвода, такође је био присутан по доласку Јелене Палеолог у Дубровник
- Иван (1446. године), преговарач деспота током мировних преговора Дубровника и херцега Стјепана Вукчића Косаче
- Оливер (1451. године), амбасадор у Дубровнику
- Вукосав Добројевић (1450. године), кефалија из Трепче
- Никола Радулиновић (1445-1459), дубровачки трговац, деспот Ђурађов повереник у више наврата
- Брајан (1453. године), војвода из Сребренице
- Гргур Влах, војвода Никола и челник Радослав, деспотови сведоци када је рудник Рудиште код Београда додељен Јаношу Хуњадију 1453. године.
- Вукашин Липић (1443. године), дворски човек деспота Ђурђа
- Ђуро Срдић (1443. године), члан суда
- Братић (1441. године), члан суда
- Петар (1417. године), војвода
- Богдан Злокунић (1444. године), саветник
- Владислав (1429. године), војвода, држалац имања Сел у околини Ковина
- Михаило (1439. године), војвода, такође држалац имања Сел у околини Ковина
- Никола Скобаљић (1454. године), војвода, господар Зелен-града
- Гојчин Црнојевић (1444–1451)
- Стефан Ратковић (1450-1458), велики логотет
- Михаило Анђеловић (1458. године), велики челник
- Марко Алтомановић (1457. године), војвода
- Хрњко, војвода у тврђави Ново Брдо
- Пријезда (1438. године), војвода Новог Брда
- Оливер Косијер, кнез у Руднику
- Деспот Лазар Бранковић
- Стефан Захић (1457. године), дворски човек деспота Лазара Бранковића
- Паскоје Ћељубиновић (1457-1459), повереник деспота Лазара
- Радослав (1457. године), благајник
- Деспот Стефан Бранковић
- Богдан Чокеша (1458), племић [8]
- Драгић Рупарић
- Петар Ковачевић
- Петар Овчаревић